# Denys Gillam
Denys Edgar Gillam (ur. 18 listopada 1915 r. w Tynemouth, zm. 3 lipca 1991 r. w Brawby) – Group Captain Royal Air Force, as myśliwski II wojny światowej, dowódca dywizjonu 306.

## Życiorys
Syn Thomasa Henry’ego Jamesa Gillama i Doris z domu Homfray. Uczęszczał do Bramcote College i Wrekin College. 12 września 1934 r. uzyskał licencję pilota w Norwich. Zgłosił się do służby w Royal Air Force, otrzymał numer służbowy RAF 37167. W lutym 1935 r. został skierowany na szkolenie do 6. Flying Training School. 26 marca 1936 r., po zakończeniu szkolenia został przydzielony do dywizjonu 29. 25 stycznia 1937 r. został przydzielony do eskadry meteorologicznej. W trakcie służby w tej jednostce wyróżnił się dwukrotnym przewiezieniem żywności na wyspę Rathlin, która była odcięta od dostaw przez trzy tygodnie z powodu silnych wichur. Za ten lot został odznaczony Air Force Cross.
18 września 1939 r. został przydzielony do dywizjonu 616. W składzie tej jednostki odniósł swoje największe zwycięstwa. 1 czerwca 1940 r. zgłosił uszkodzenie Ju 88, 15 sierpnia zestrzelił Ju 88, 26 sierpnia Messerschmitta Bf 109, 29 sierpnia Messerschmitta Bf 110, 30 sierpnia zniszczył na pewno Bf 109. 31 zestrzelił kolejnego Bf 109, 1 września uznano mu zniszczenie Dorniera Do 17 a 2 września Bf 110. Dodatkowo zgłosił trzy zestrzelania prawdopodobne oraz trzy uszkodzenia. 6 września został mianowany dowódcą czeskiego dywzjonu 312, w którym 8 października zestrzelił Ju 88. 
1 grudnia 1940 r. został przydzielony do dywizjonu 306 jako brytyjski dowódca. Zajął miejsce rannego w wypadku Douglasa Scotta. 2 marca 1941 r. zdał stanowisko dowódcy i został oddelegowany do Dowództwa 9. Grupy. W lipcu powrócił do dywizjonu 306. 9 października odkrył i zniszczył dwa He 59 zakotwiczone na wodzie. W 1942 r. został wysłany do USA z serią wykładów. Po powrocie, w marcu, przystąpił do organizowania pierwszego skrzydła latającego na samolotach Hawker Typhoon. Następnie został skierowany na studia do RAF Staff College. Po ich ukończeniu w lutym 1943 r. na krótko został przydzielony do Dowództwa 12. Grupy a następnie skierowany na studia w Szkole Sztabu Generalnego. Od grudnia 1943 r. dowodził 146. Skrzydłem, a od kwietnia 1944 r. pełnił funkcję dowódcy 20. Sektora.
W grudniu 1944 r. powrócił na stanowisko dowódcy 146. Skrzydła. w lutym 1945 r. został skierowany do dowództwa 84. Grupy. Został zdemobilizowany w październiku 1945 r. Powrócił do  pracy w rodzinnej firmie tekstylnej. W 1946 r. zdecydował się na powrót do służby w lotnictwie, został przydzielony do dywizjonu 616 Royal Auxiliary Air Force.
Zmarł 3 lipca 1991 r. w Brawby, został pochowany na St. John of Beverley Parish Churchyard w Salton.

## Życie prywatne
Dwukrotnie żonaty. Po śmierci pierwszej żony, Nancy Short, w 1938 r. poślubił Irene Scott

## Awanse
W czasie służby otrzymał awanse:
- 16 kwietnia 1935 – Acting Pilot Officer,
- 16 kwietnia 1936 – Pilot Officer,
- 16 listopada 1937 – Flying Officer,
- 16 listopada 1939 – Flight Lieutenant,
- 1 grudnia 1940 – Squadron Leader,
- ? – Wing Commander,
- ? – Group Captain.

## Ordery i odznaczenia
Za swą służbę otrzymał odznaczenia:
- Distinguished Flying Cross – dwukrotnie,
- Distinguished Service Order – trzykrotnie,
- Air Force Cross,
- Order Oranje-Nassau II klasy.